# Hans Alt (Fußballspieler)
Hans Alt (* 13. August 1938; † 2000) war ein deutscher Fußballspieler. Alt absolvierte im letzten Jahr der alten erstklassigen Fußball-Oberliga Süd für den KSV Hessen Kassel 28 Spiele, in denen er zwei Tore erzielte. Im Debütjahr der zweitklassigen Fußball-Regionalliga Süd, 1963/64, gewann er mit seinen Mannschaftskameraden unter Trainer Walter Müller die Meisterschaft. Alt hatte 25 Ligaspiele bestritten (1 Tor).

## Laufbahn
Der Mittelfeldspieler kam als Schüler vom TSV Oberzwehren zum nordhessischen Traditionsverein KSV Hessen Kassel, dem er während seiner gesamten Laufbahn treu blieb. Ab 1957 spielte Alt für den KSV in der 2. Liga Süd. In der Saison 1961/62 gelang der Meisterschaftsgewinn und damit der Aufstieg in die Oberliga Süd, die damals höchste Spielklasse im deutschen Fußball. Dem Meisterteam unter Trainer Willibald Hahn gehörten in der 2. Liga Süd unter anderem die zwei Torhüter Karl Loweg und Árpád Fazekas, sowie die Feldspieler Hans Michel, Dieter Vollmer, Jozsef Burjan, Peter Velhorn, Karl Hutfles, Erich Hahn, Klaus-Peter Jendrosch, Lothar Kleim und Walter Müller an. In der Oberligasaison 1962/63 bestritt Hans Alt 28 Spiele und erzielte zwei Tore. Beide Treffer erzielte der Allrounder zu jeweiligen 1:0-Erfolgen in Auswärtsspielen: Am 13. Januar 1963 beim 1. FC Nürnberg und am 27. Januar 1963 bei Eintracht Frankfurt. Nach dem Aufstieg in die Oberliga Süd waren mit Helmut Zatopek, Wolfgang Simon, Horst Assmy und Ernst Kuster vier Neuzugänge zum vorletzten Meister der 2. Liga Süd gekommen. Der Start missglückte aber nach drei Spielen mit 0–6 Punkten und 1–18 Toren völlig. Daraufhin wurde Trainer Hahn entlassen und durch den seine Spielerlaufbahn beendenden Walter Müller ersetzt. Am Rundenende nahm Kassel mit 29–31 Punkten den zehnten Rang ein. Die Angreifer Jendrosch (17) und Kuster (11) hatten dabei ihre Torgefährlichkeit nachgewiesen und Alt, Vollmer und Jendrosch hatten mit jeweils 28 Ligaeinsätzen die meisten OL-Spiele für den KSV bestritten. Mit dem Nachholspiel am 5. Mai 1963, 2:1-Heimerfolg gegen Bayern Hof, endete die Ära der erstklassigen Oberliga Süd.
Nach Gründung der Bundesliga 1963 spielte Alt mit dem KSV Hessen in der zweitklassigen Regionalliga Süd. Am Rundenstart, den 4. August 1963, gewann Kassel das Auswärtsspiel beim FC Schweinfurt 05 mit 2:1. Torhüter Loweg und das Verteidigerpaar Vollmer und Alt bildeten dabei das Kasseler Schlussdreieck. In der Läuferreihe war der KSV mit Helmut Huttary, Heinrich Dittel und Wolfgang Simon angetreten. Nach 38 Rundenspielen gewann überraschend Kassel mit 116-61 Toren und 55-21 Punkten in der Saison 1963/64 die Meisterschaft in der Regionalliga Süd. Die vor der Runde als klare Favoriten gehandelten FC Bayern München und Kickers Offenbach, kamen auf dem zweiten beziehungsweise dritten Rang ein. In der folgenden Aufstiegsrunde zur Bundesliga scheiterte der Südmeister am Nordvize Hannover 96, der beide Spiele gegen Kassel für sich entscheiden konnte. Am 6. Juni vor 37.000 Zuschauern im Auestadion mit 2:1 und am 28. Juni vor 70.000 Zuschauern im Niedersachsenstadion mit 3:1. Der vielseitig einsetzbare Alt hatte 25 Spiele in der Liga (1 Tor) und fünf Einsätze in der Aufstiegsrunde absolviert.
Danach war Hans Alt noch bis 1970 in der Regionalliga aktiv. In seinem letzten Regionalligajahr 1969/70 belegte der KSV den siebten Rang und Alt hatte unter Trainer Heinz Baas nochmals an der Seite von Mitspielern wie Holger Brück, Heinrich Dittel, Walter Liebich, Rolf Fritzsche, Hans-Jürgen Kurrat, Josef Pistauer, Herbert Maciossek und Ernst Martin in 28 Einsätzen drei Tore erzielt. Insgesamt wird „Hänschen“ Alt von 1963 bis 1970 mit 202 Regionalligaspielen und 25 Toren in der Statistik geführt. Nach einem Jahr in der zweiten Mannschaft des KSV Hessen beendete er 1971 seine aktive Laufbahn.
Insgesamt hat Hans Alt 356 Ligaspiele für den KSV Hessen Kassel absolviert, diese Zahl wird nur von Karl-Heinz Metzner übertroffen.